# 基因組內部衝突
根據自私基因理論，若一基因的表現型能確保其較為成功的複製及傳遞，該基因的頻率即會上升。一般情況下，能提升個體存活率及繁殖成功率（適存度）的基因，較易達成此一目標；然而，在某些情況下，如果利於各基因（或染色體片段）傳遞的條件有所不同，甚至互相抵觸，或是利於部分基因傳遞的條件會對整個基因組或是個體造成危害（自私DNA），此時所引起的現象稱為基因組內部衝突。

## 核內基因間的衝突

### 減數分裂驅動 (meiotic drive)
在一個雙倍體的細胞核基因組中，因為任一等位基因經過減數分裂的過程後，傳遞到配子中的機會均等，因此基因之間通常具有一致的目標與利益。然而，有一類型的基因，稱為分離偏差因子 (segregation distorter)，會在配子生成的過程中驅使減數分裂偏向某一方，使此基因在配子中所占的比例比孟德爾的遺傳定律所預測的還要高。目前此類基因中研究最為深入詳細的有：在黑腹果蠅 (Drosophila melanogaster) 中的 sd 基因、小家鼠 (Mus musculus) 中的t單倍型 (t haplotype)，以及紅麵包黴 (Neurospora sp.) 中的 sk 基因。有一些分離偏差因子位於性染色體 (例如多種果蠅的X染色體) 上，又被稱為性別比偏差因子 (sex-ratio distorter)，因為攜帶它們的個體其後代的性別比會偏離正常值。

### 殺手與目標
減數分裂驅動最簡單的模型之一，牽涉到兩個緊密關連的基因座：殺手基因座 (Killer locus) 及目標基因座 (Target locus)。殺手基因座上的殺手等位基因 (Killer) 及目標基因座上的抗性等位基因 (Resistant) 共同組成一個分離偏差因子；與之相對的基因組合則為非殺手等位基因 (Non-killer) 及非抗性等位基因 (Non-resistant)。帶有此分離偏差因子的配子，通常藉由產生一種自己本身具抗性的毒素，殺死帶有相對的基因組合的配子，以使自身的基因頻率增高。為了達成此一效果，這兩個基因之間必須要有緊密的連鎖現象存在，因此通常這兩個基因座位於基因組中重組頻率較低的區域。

### 真減數分裂驅動 (true meiotic drive)
真減數分裂驅動並不採取殺死配子的手段，而是利用雌性個體減數分裂的不對稱性質：造成驅動的等位基因最終進入卵子，而非進入極體的機率會大於二分之一。研究最為透徹者包括玉米的新著絲粒 (neocentromeres; knobs)，以及哺乳類中許多的染色體易位現象。著絲粒的分子演化常透過此機制發生。

### 轉位子
稱為轉位子 (transposon) 的基因，其編碼出的蛋白質能自身複製並轉移到其他基因座上，因此即使其對整體基因組或物種的適存度沒有明顯助益，甚至常常有害，仍能在基因組中逐漸累積、增加。

### 致命性母體效應 (lethal maternal effect)
在擬穀盜 (flour beetle, Tribolium castaneum) 中，若母體攜帶一種稱為Medea (maternal effect dominant embryonic arrest) 的基因，會導致子代中不帶此基因的個體，在胚胎或幼蟲時間死亡；此種基因在其他 Tribolium 的物種中也有發現。針對 T. castaneum 不同品種間所帶的 Medea 基因的進一步序列分析，顯示此基因很有可能在演化歷史上有單一起源，而後再散佈至全球各地的不同族群。目前已有在實驗室中成功合成具母體效應的自私基因的案例。

### 歸巢內切酶基因
歸巢內切酶基因 (homing endonuclease genes, HEG)  會編碼出一種具序列專一性的內切酶蛋白質，其辨識序列 (recognition sequence, RS) 約15-30 bp長，通常在整個基因組中只出現一次；HEG本身的序列插在此辨識序列的中間，因此含HEG的染色體 (HEG+) 不會被辨識，只有不含HEG的染色體 (HEG-) 才會被辨識而切斷。斷裂的染色體會促使細胞透過同源染色體重組機制，使用 HEG 本身的序列作為模板去修補染色體，因此造成在修補過程結束後 HEG- 染色體轉換成 HEG+ 染色體。因此，帶有 HEG 的個體經減數分裂後將此等位基因傳遞至子代的比例會超過孟德爾遺傳定律所預測的50%。
HEG 的辨識與插入位置常常位於別的基因中間；HEG 要能成功地在一個物種中擴散，先決條件之一為它的作用不能對宿主基因組造成太大的破壞，而這樣的選汰壓力造成的適應性特性為：HEG 幾乎都同時具有自剪接內含子或蛋白內含子（intein，在蛋白質層級自我剪接的片段）的特性。此外，自然选擇也通常會偏好辨識序列專一性較高的 HEG，以減低 HEG 同時作用於多個基因上所可能造成的傷害。
HEG 在基因組中表現一種循環性的演化趨勢：HEG 會將自身插入原先不含此基因的染色體中，因此在族群中 HEG+ 染色體的頻率會迅速升高，直到在族群中固定下來。而後，因為在基因組中不再有 HEG 的辨識位，破壞 HEG 活性的突變將不再受到自然选擇淘汰，導致此基因座逐漸失去功能。由於此一過程的重覆發生，HEG 要在一個演化譜系中的長期保存仰賴於其不斷經由水平基因轉移入侵新的、不具 HEG+ 染色體的物種。
HEG 的傳遞效率主要取決於 HEG+ 染色體與 HEG- 染色體接觸的頻率，因此在不同的分類群中 HEG+ 染色體的常見程度也不同：HEG 在分枝桿菌及古細菌中的數量比在真細菌中多，因為在前者的分類群中比較常有染色體接合的機制。
在一些物種中，有證據指出 HEG 在演化的過程中可能失去原先的作用，而被宿主物種利用於其他諸如基因調控的機制中；目前也有科學家嘗試將此種基因元件應用於不同的生物技術之中。

### B染色體
B染色體 (B chromosome) 在動物及植物的數個主要分類群中都可以發現，型態及結構上均與其他一般染色體（A染色體，A chromosome）有所差異，也不與任何A染色體同源。B染色體對個體的生存並非必須，但傳遞至下一代的頻率高於一般染色體，並會在後代的細胞中逐漸累積；部分證據指出這些染色體不具任何功能，純粹為基因組中的寄生物。

## 核內基因與核外基因間的衝突
核外基因包括在真核細胞部分胞器中所含的DNA，例如粒線體、葉綠體，以及細菌中的質體。

### 雄性與核外基因間的衝突
在行異型配子結合 (anisogamy) 的生物中，合子的胞質組成一般完全來自於雌性的配子，因此雄性的配子對核外基因來說是條死路，無法導致其成功傳遞至下一代。基於這個理由，核外的基因常演化出不同的機制以提升雌性的後代比例，或者降低雄性的後代比例。

### 雌性化 (feminization)
在片腳類及等腳類的甲殼亞門動物以及鱗翅目動物中，寄生於胞質中的原生生物（微孢子蟲）或是細菌 (Wolbachia) 會無視於胞核中的性別決定因子，將雄性個體轉變為雌性個體。

### 殺雄作用 (male-killing)
被細菌或原生生物感染的雄性後代，會在胚胎時期（如為細菌感染）或幼蟲時期（如為原生生物感染）被殺死。在胚胎被殺死的情況中，資源投資會從雄性轉往能傳遞感染源的雌性身上(瓢蟲中的雌性個體會吃掉她們死亡的雄性個體，而此一舉動對細菌的傳播也是有助益的)；許多細菌，包括 Wolbachia，都會造成此種現象。在幼蟲被殺死的情況中，感染因子會被釋放至環境中，並可能再次被其他個體攝入而進行感染。

### 雄性不育 (male-sterility)
在雌雄同株的被子植物中，花藥組織（屬於雄性配子體）會被粒線體殺死，造成較多的資源投資在發育中的雌性配子體中。

### 孤雌生殖的誘導 (parthenogenesis induction)
單倍二倍體 (haplodiploid) 的物種，如膜翅目或蟎，可能會受到 Wolbachia 或是 Cardinium 等胞質內寄生細菌的感染而促發染色體複製，導致細胞從單倍體轉變為雙倍體，進而發展成為雌性。此現象會產生出整個只由雌性構成的族群。值得注意的是，如果對於經此過程變為無性生殖的族群施以抗生素，因為胞質內的寄生細菌被移除，整個族群即會轉變回行有性生殖。

### 胞質不親和性(cytoplasmic incompatibility)
在許多節肢動物物種中，受 Wolbachia 或是 Cardinium 感染的雄性所產之精子以及未受感染的雌性所產之卵子若結合為合子，該合子將無法存活。

### 質粒
質粒 (plasmid) 是在許多細菌中會額外出現的環狀 DNA 片段。多數質粒會促成宿主與其他細菌間的接合作用 (conjugation)，將質粒傳遞至其他細胞的胞質中。細菌的染色體基因通常不會一併被傳遞過去，因此細菌需要承受複製質粒的負擔以及更高的受病毒感染的風險，但受益處卻很少 (雖然在質粒上的基因可能會編碼出對細菌生存有利的蛋白質，例如造成抗生素抗性的蛋白質)。

### 性的演化
有人提出理論指出，染色體間的衝突可能是造成性的演化的元素之一。

## 延伸閱讀
- Sinkins, S.P. & Gould, F. Gene drive systems for insect disease vectors. Nat Rev Genet 7, 427-435 (2006).
- Cosmides, L.M. & Tooby, J. Cytoplasmic inheritance and intragenomic conflict. Journal of Theoretical Biology 89, 83–129 (1981).
- Eberhard, W.G. Evolutionary Consequences of Intracellular Organelle Competition. The Quarterly Review of Biology 55, 231-249 (1980).
- Hurst, L.D., Atlan, A. & Bengtsson, B.O. Genetic conflicts. Q Rev Biol 71, 317-364 (1996).
- Hurst, G.D. & Werren, J.H. The role of selfish genetic elements in eukaryotic evolution. Nat. Rev. Genet 2, 597-606 (2001).
- Jones, R.N. B-Chromosome Drive. The American Naturalist 137, 430-442 (1991).
- Burt, A. & Trivers, R. Genes in Conflict: The Biology of Selfish Genetic Elements. (Belknap Press of Harvard University Press: 2006).
- Dawkins, R. The Selfish Gene. (Oxford University Press, USA: 1990).
- Haig, D. (1997) The social gene. In: Krebs, J. R. & Davies, N. B. (eds.) Behavioural Ecology: an Evolutionary Approach. London, Blackwell Publishers. pp. 284-304.